# クラーク郡 (バージニア州)
クラーク郡（英: Clarke County）は、アメリカ合衆国バージニア州の北部に位置する郡である。2010年国勢調査での人口は14,034人であり、2000年の12,652人から10.9%増加した。郡庁所在地はベリービル町（人口4,185人）であり、同郡で人口最大の町でもある。

## 歴史
クラーク郡となったバージニア植民地最初の開拓地は、1736年に第6代フェアファックス・オブ・キャメロン卿トマス・フェアファックスがグリーンウェイ・コートと呼ぶ家を建てた所だった。そこは現在のホワイトポストの村がある場所の近くであり、その敷地は500万エーカー (20,000 km2) あった。ホワイトポストはフェアファックス卿の家に向かう方向を示す大きな標識があったことに由来していた。
その地域は1722年にスポッツウッド知事がオルバニーでブルーリッジ山脈のすぐ西と境界を定めたものであり、シェナンドー・バレーの残りと共に、イロコイ連邦の6部族が領有を主張していたが（ビーバー戦争後期の1672年頃に侵略していた）、1744年のランカスター条約で、グーチ知事がインディアンから購入した。
クラーク郡となった地域の初期開拓者の多くは、フェアファックス卿から払い下げられた大きな土地に入植した海岸部農園主の子供たちだった。郡の3分の2はプランテーションを経営する者達が入植し、プランテーションの生活様式は南北戦争まで繁栄していた。クラーク郡は1836年にフレデリック郡から分離して設立された。小麦の大規模な栽培で知られていた。
南北戦争のとき、南軍の「灰色の亡霊」とも呼ばれたジョン・モスビーが、1864年夏、ベリービルで北軍フィリップ・シェリダン将軍の輜重隊を襲撃した。1864年7月17日と18日に郡内でクールスプリングの戦いが、同年9月3日にはベリービルの戦いが起こった。
20世紀初期、後のバージニア州政治家ハリー・F・バード・シニアとその妻が、ベリービル近くに最初の家を建て、そこでナシやリンゴを育てて大々的な農業を行った。バードはバージニア州上院議員となり、バージニア州知事も1期務め、その後30年間州選出アメリカ合衆国上院議員を務めた。強力なバード機構を率い、1920年代半ばから1960年玉でバージニア州政界を支配した。

## 歴史的な建造物
| - クレモント・エステーツ（1751年建設） - フェアフィールド・エステーツ（1765年建設） - ソルジャーズレスト（1769年建設） - バックマーシュ教会（1772年建設） - ノーウッド・エステーツ（1780年建設） - バーウェル・モーガン・ミル（1782年建設） | - ホリークロス修道院（1784年建設） - オードリー・エステーツ（1794年建設） - ベルボア（1803年建設） - ローズモント・エステーツ（1811年建設） - クレイヒル（1816年建設） - クリフトン（1833年建設） | - クラーク郡庁舎（1837年建設） - ストーンの礼拝堂（1848年建設） - グレンデール農園（1850年建設） - モスビー襲撃の跡（1863年） |

### ギャラリー

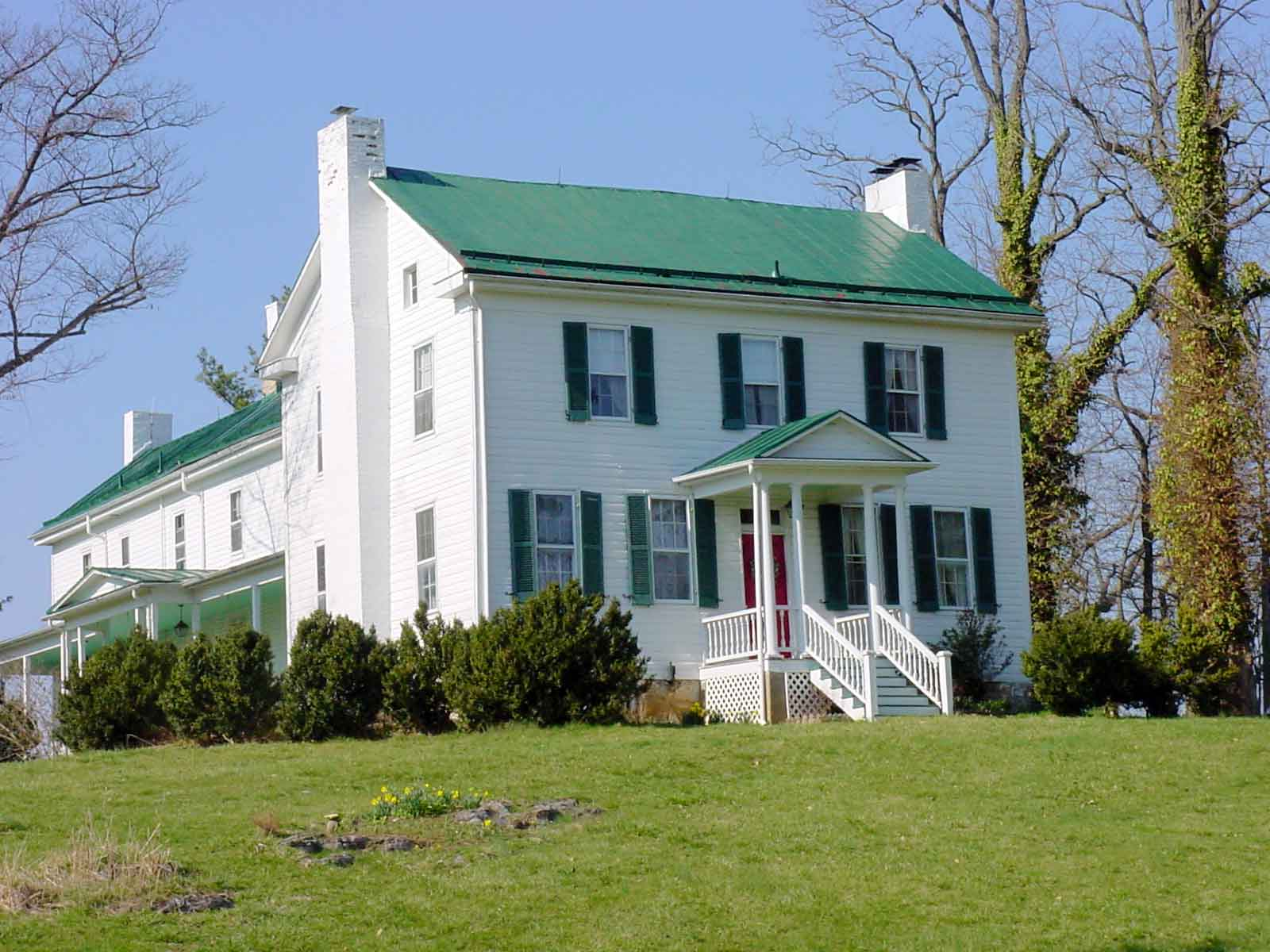
ソルジャーズレスト（1769年建設）
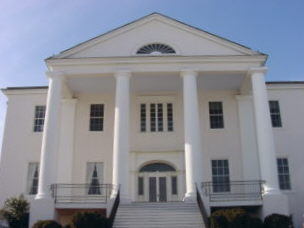
クリフトン（1833年建設）
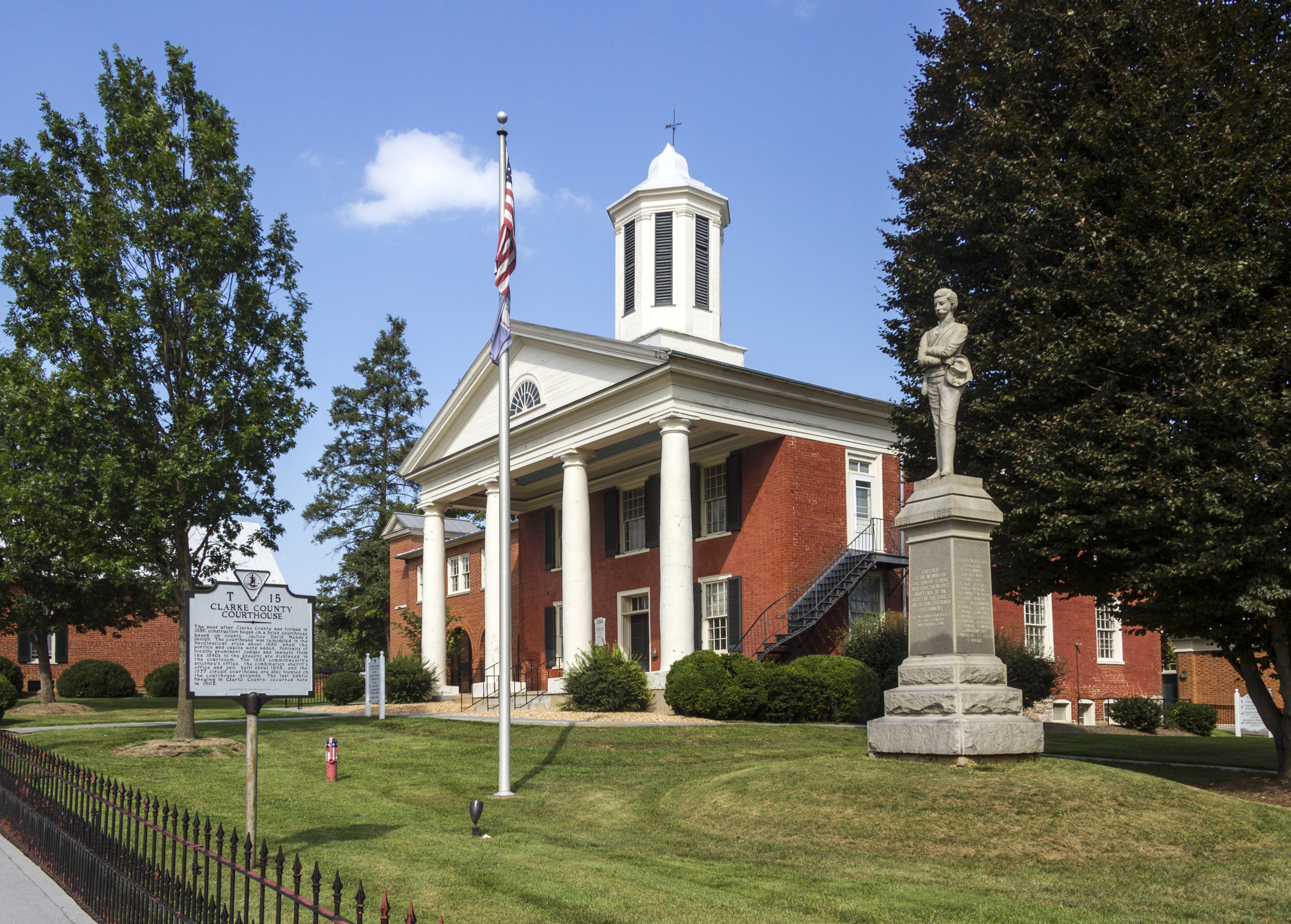
クラーク郡庁舎（1837年建設）
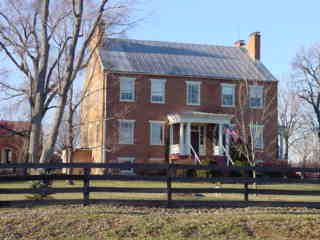
グレンデール農園（1850年建設）

## 地理
アメリカ合衆国国勢調査局に拠れば、郡域全面積は178平方マイル (461.0 km2)であり、このうち陸地177平方マイル (458.4 km2)、水域は2平方マイル (5.2 km2)で水域率は0.88%である。

### 交通
- シェナンドー・バレー通勤バスサービスが[4]、シェナンドー郡とウォーレン郡を含むシェナンドー・バレー北部から、アーリントン郡とフェアファックス郡を含む北バージニアとワシントンD.C.まで、ウィークデイに通勤バスを運行している。シェナンドー郡の発着点は、ウッドストックなどである。ウォーレン郡の発着点はフロントロイヤル、リンデンなどである。

#### 主要高規格道路
- アメリカ国道17号線
- アメリカ国道50号線
- アメリカ国道340号線
- バージニア州道7号線

### 隣接する郡
- ラウドン郡 - 東
- ウォーレン郡 - 南西
- フォーキア郡 - 南東
- フレデリック郡 - 西
- ジェファーソン郡 (ウェストバージニア州) - 北

## 人口動態
以下は2000年国勢調査による人口統計データである。
| 基礎データ - 人口: 12,652人 - 世帯数: 4,942 世帯 - 家族数: 3,513 家族 - 人口密度: 28人/km2（72人/mi2） - 住居数: 5,388軒 - 住居密度: 12軒/km2（30軒/mi2） 人種別人口構成 - 白人: 91.15% - アフリカン・アメリカン: 6.73% - ネイティブ・アメリカン: 0.19% - アジア人: 0.49% - 太平洋諸島系: 0.03% - その他の人種: 0.55% - 混血: 0.85% - ヒスパニック・ラテン系: 1.46% 年齢別人口構成 - 18歳未満: 23.4% - 18-24歳: 5.8% - 25-44歳: 29.1% - 45-64歳: 27.1% - 65歳以上: 14.6% - 年齢の中央値: 41歳 - 性比（女性100人あたり男性の人口） - 総人口: 98.0 - 18歳以上: 96.6 | 世帯と家族（対世帯数） - 18歳未満の子供がいる: 29.4% - 結婚・同居している夫婦: 58.2% - 未婚・離婚・死別女性が世帯主: 8.9% - 非家族世帯: 28.9% - 単身世帯: 24.1% - 65歳以上の老人1人暮らし: 9.9% - 平均構成人数 - 世帯: 2.50人 - 家族: 2.97人 収入と家計 - 収入の中央値 - 世帯: 51,601米ドル - 家族: 59,750米ドル - 性別 - 男性: 40,254米ドル - 女性: 30,165米ドル - 人口1人あたり収入: 24,844米ドル - 貧困線以下 - 対人口: 6.6% - 対家族数: 4.2% - 18歳未満: 7.1% - 65歳以上: 11.1% |

## 町

### 法人化自治体
- ベリービル - 郡庁所在地
- ボイス

### 未編入の町
| - ベリーズ - ベセル - ブリッグス - キャッスルマンズフェリー - クレイトンビル | - ダブルトールゲイト - フロッグタウン - ゲイロード - グリーンウェイコート - ルイスビル | - ロックスランディング - ロストコーナー - ミルウッド - ピジョンヒル - パイルタウン | - サラトガ - ストーンブリッジ - ストリングタウン - スウィムリー - ウェイズビル | - ウォータールー - ウェブタウン - ホワイトポスト - ウィックリフ |